# Mildred Carrero
Mildred Janet Carrero Paredes es una política venezolana, diputada de la Asamblea Nacional, por el estado Mérida. Carrero asumió la posición como diputada encargada luego de que la diputada principal Addy Valero falleciera de cáncer en 2020.

## Carrera
Carrero fue electa como diputada suplente por la Asamblea Nacional por el estado Mérida para el periodo 2016-2021 en las elecciones parlamentarias de 2015, en representación del partido Acción Democrática. En 2018 pidió declarar emergencia humanitaria compleja y abordar la crisis. Carrero asumió la posición como diputada encargada luego de que la diputada principal Addy Valero falleciera de cáncer el 22 de enero de 2020.